# Метис (противотанковый ракетный комплекс)
Метис (индекс комплекса/ракеты — 9К115, по классификации НАТО и МО США — AT-7 Saxhorn) — советский/российский переносной противотанковый ракетный комплекс ротного звена с полуавтоматическим командным наведением по проводам. Относится к ПТРК второго поколения. Разработан тульским КБ Приборостроения.
Комплекс предназначен для поражения визуально наблюдаемых неподвижной и движущейся, с фланговыми скоростями до 60 км/ч, бронированных техники и огневых точек.

## Описание
На сайте Ракетная техника комплекс описывается так:

В состав комплекса входят:

- переносная пусковая установка 9П151 с аппаратурой управления и механизмом пуска на станке
- ракеты 9М115 в транспортно-пусковых контейнерах
- ЗИП
- проверочная аппаратура и другая вспомогательная техника

Пусковая установка 9П151 складная, представляет собой станок 9П152, с подъемным и поворотным механизмом, на котором установлена аппаратура управления — прибор наведения 9С816 и аппаратурный блок. Пусковая установка имеет механизм точного наведения на цель, что позволяет снизить требования к квалификации оператора.

В настоящее время для стрельбы ночью и в задымленных условиях комплекс может оснащаться тепловизионным прицелом 1ПН86ВИ «Мулат-115» («Сокол»2), разработанным НПО ГИПО1, с дальностью действия до 1,5 км.

Комплекс в составе одной ПУ и четырёх ракет переносится в двух вьюках расчетом из двух человек. Вьюк N1 массой 17 кг с пусковой установкой и одним ТПК с ракетой, вьюк N2 — с тремя ракетами в ТПК массой 19,4 кг.

Стрельба может вестись с подготовленных и неподготовленных позиций из положения лежа, из окопа стоя, а также с плеча. Возможна стрельба с БМП или БТР и из зданий (в последнем случае требуется около 6 метров свободного пространства сзади).

## Модификации

### Метис-М
«Метис-М» (Индекс ГРАУ — 9К115-1, по классификации НАТО — AT-13 Saxhorn-2) — противотанковый ракетный комплекс российского производства. Предназначен для поражения современной и перспективной бронетанковой техники, оснащенной динамической защитой, фортификационных сооружений, живой силы противника в любое время суток и в сложных метеоусловиях. Комплекс «Метис-М» был разработан в КБ Приборостроения (Тула) и принят на вооружение в 1992 году.
В состав комплекса «Метис-М» входят:
1. Пусковая установка 9П151 с прицелом — прибором наведения, приводами наведения и механизмом пуска ракет
2. Ракеты 9М131, размещенные в ТПК
3. Контрольно-проверочная аппаратура 9В12М и 9В81М

Может комплектоваться тепловизором 1ПН86БВИ «Мулат-115».
«Метис-М» принят на вооружение в качестве замены «Метиса» первого поколения, а также более ранних «Фагота» и «Конкурса». Одной из главных особенностей «Метиса-М» является наличие, кроме ракеты с тандемной кумулятивной боевой части, ракеты, снаряжённой боевой частью объёмного взрыва (термобарической боевой частью), аналогично боевой части огнемёта «Шмель».

### Метис-М1
«Метис-М1»  (Индекс ГРАУ — 9К115-2, по классификации НАТО и МО США — AT-13 Saxhorn-2)  — модернизация комплекса «Метис-М», использующая ракету 9М131М и пусковую установку 9П151М.

### Метис-2
«Метис-2»   (Индекс ГРАУ — 9К127) — разработан в 2008 году.

## Тактико-технические характеристики
|                                           |                                           | 9К115 «Метис»                              | 9К115-1 «Метис-М»                          | 9К115-2 «Метис-М1»                         | 9К115-2 «Метис-М1»                         |
| Ракета                                    | Ракета                                    | 9М115                                      | 9М131                                      | 9М131М                                     | 9М131Ф                                     |
| ----------------------------------------- | ----------------------------------------- | ------------------------------------------ | ------------------------------------------ | ------------------------------------------ | ------------------------------------------ |
| Год принятия на вооружение                | Год принятия на вооружение                | 1978                                       | 1992                                       | 2016 (на экспорт поставляется с 2004 г.)   | 2016 (на экспорт поставляется с 2004 г.)   |
| Дальность стрельбы, м                     | Дальность стрельбы, м                     | 40—1000                                    | 80—1500                                    | 80—2000                                    | 80—2000                                    |
| Скорость полёта                           | максимальная, м/с                         | 223                                        |                                            |                                            |                                            |
| Скорость полёта                           | средняя, м/с                              | 180—200                                    | 180—200                                    | 180—200                                    | 180—200                                    |
| Время полёта на макс. дальность:          | Время полёта на макс. дальность:          | 6                                          |                                            | 12                                         | 12                                         |
| Боевая часть                              | Тип                                       | кумулятивная 9Н135                         | тандемная, кумулятивная 9Н154              | тандемная, кумулятивная 9Н154-1            | термобарическая                            |
| Боевая часть                              | Масса БЧ, кг                              | 2,5                                        | 5                                          |                                            | 4,95                                       |
| Боевая часть                              | Масса ВВ (тип), кг                        |                                            |                                            |                                            |                                            |
| Боевая часть                              | Взрыватель                                | контактный                                 | контактный                                 | контактный                                 | контактный                                 |
| Бронепробиваемость:                       | по нормали (90°), мм                      | 500—550                                    | 900 (800)                                  | 900—950 (за ДЗ)                            |                                            |
| Бронепробиваемость:                       | под углом 60°, мм                         | 250                                        |                                            |                                            |                                            |
| Система управления                        | Система управления                        | командная, полуавтоматическая, по проводам | командная, полуавтоматическая, по проводам | командная, полуавтоматическая, по проводам | командная, полуавтоматическая, по проводам |
| Скорострельность, выстрела/мин.           | Скорострельность, выстрела/мин.           | 4—5                                        | до 3                                       |                                            |                                            |
| Время приведения в боевое положение, сек. | Время приведения в боевое положение, сек. | 12                                         | 10—20                                      | до 20                                      | до 20                                      |
| Длина ракеты, мм                          | Длина ракеты, мм                          | 733                                        | 810                                        |                                            |                                            |
| Диаметр ракеты, мм                        | Диаметр ракеты, мм                        | 93                                         | 130                                        | 130                                        | 130                                        |
| Размах крыла, мм                          | Размах крыла, мм                          | 370                                        |                                            |                                            |                                            |
| Габариты ТПК, мм                          | Габариты ТПК, мм                          | 784(768)×138×145                           | 980×?×?                                    | 980×?×?                                    | 980×?×?                                    |
| Стартовая масса ракеты, кг                | Стартовая масса ракеты, кг                | 4,8                                        | 13                                         | 13                                         | 13                                         |
| Масса ракеты в ТПК, кг                    | Масса ракеты в ТПК, кг                    | 6,3                                        | 13,8                                       |                                            |                                            |

## Изображения

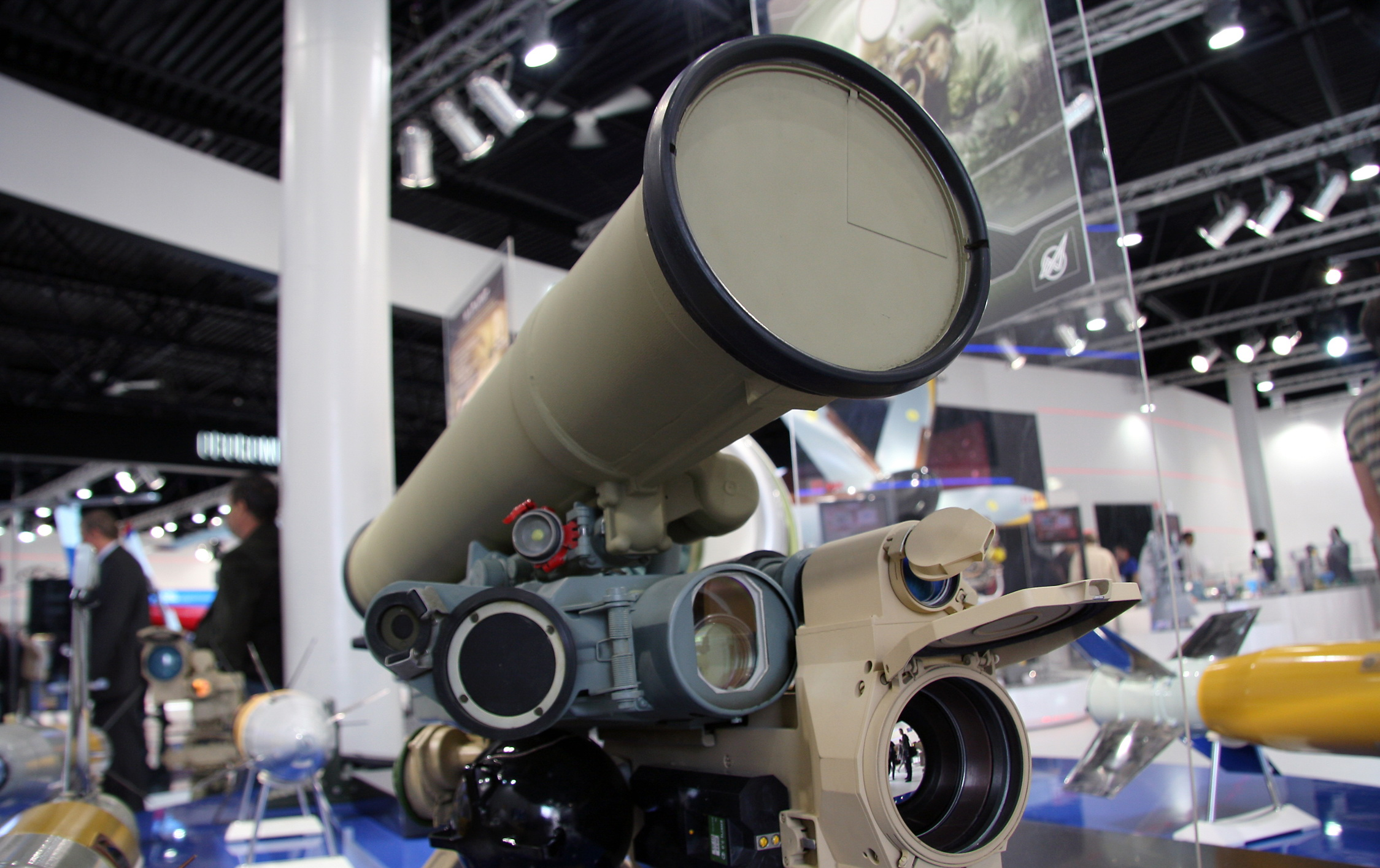
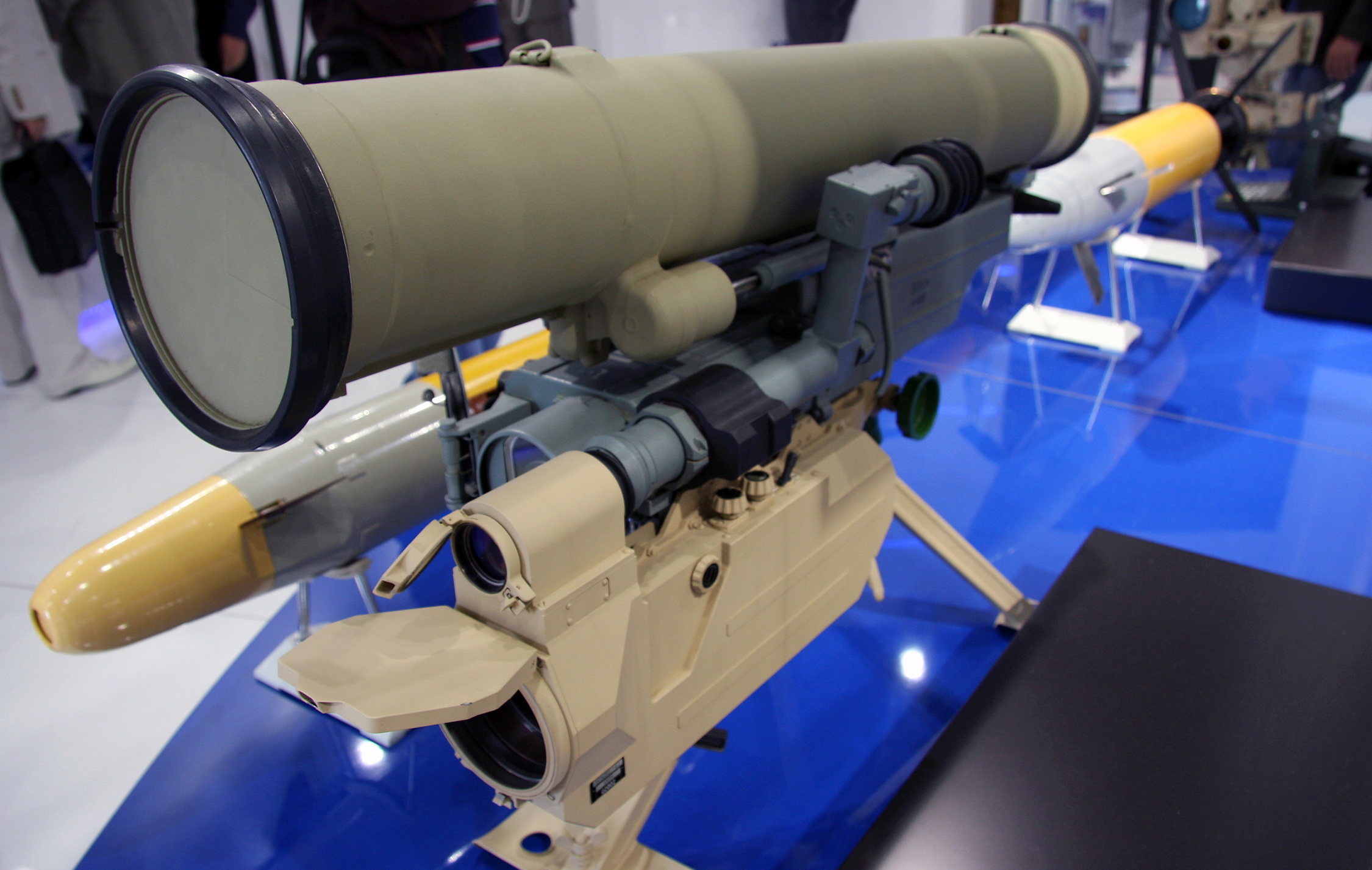
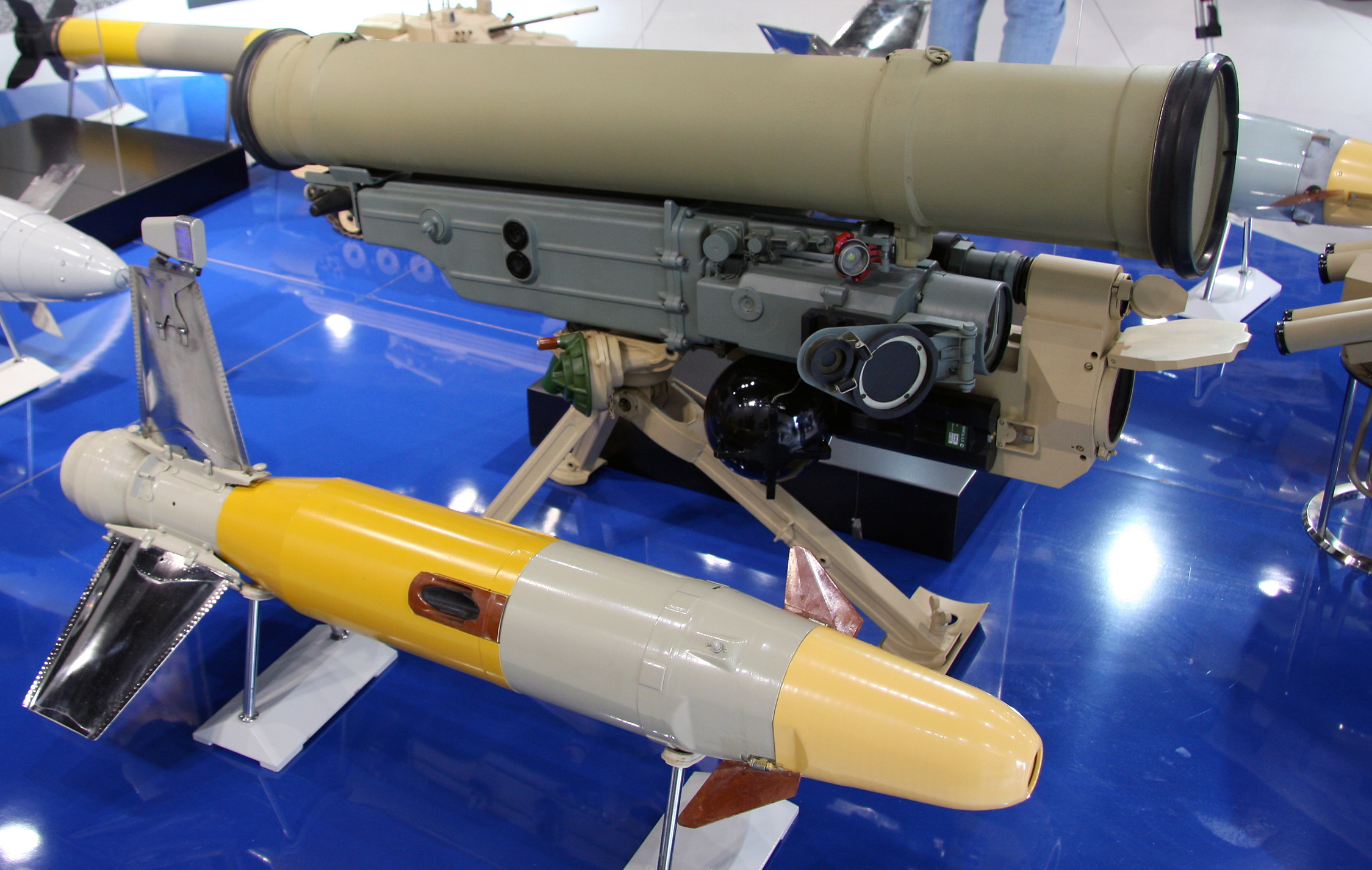

Метис-М1 на МАКС-2009:

## Операторы

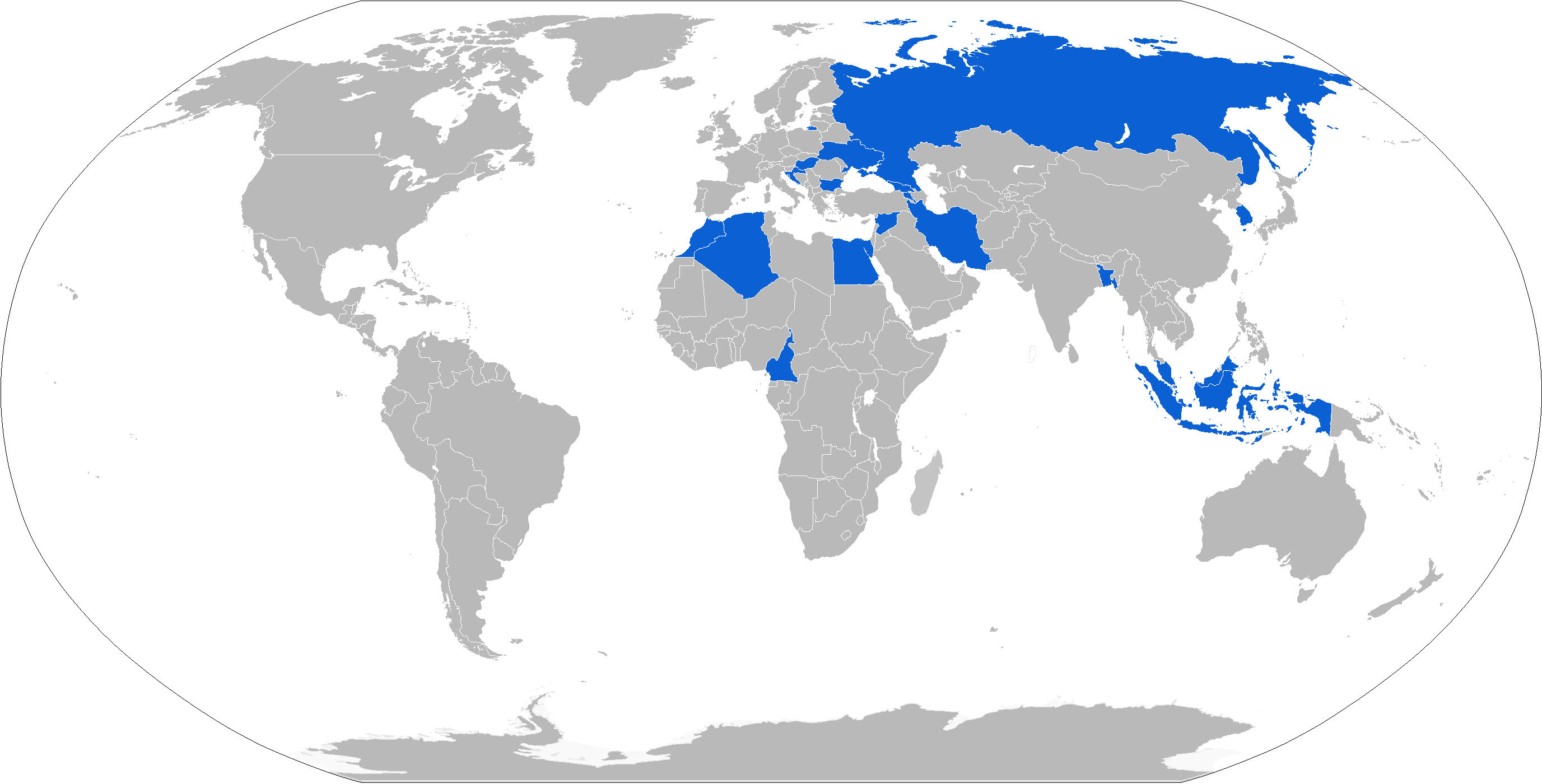
Операторы ПТРК «Метис»

- Азербайджан — 10 единиц 9К115 по состоянию на 2016 год[3][4]
- Алжир — на вооружении 9К115-2 «Метис-М1» по состоянию на 2016 год[5]
- Бангладеш — исполняется договор на поставку около 120 единиц 9К115-2 «Метис-М1»[6]
- Беларусь — на вооружении 9К115 по состоянию на 2016 год[5]
- Босния и Герцеговина — на вооружении 9К115 по состоянию на 2016 год[7]
- Грузия — некоторое количество 9К115 «Метис» и 9К115-1 «Метис-М», по состоянию на 2017 год[8]
- Йемен — на вооружении 9К115 по состоянию на 2016 год[5]
- Казахстан — на вооружении 9К115 по состоянию на 2016 год[5]
- Малайзия — на вооружении 9К115 и 9К115-2 «Метис-М1» по состоянию на 2016 год[5]
- Республика Корея — на вооружении 9К115 по состоянию на 2016 год[5]
- Россия — на вооружении 9К115 «Метис» и 9К115-1 «Метис-М» по состоянию на 2016 год[9]
- Сирия — на вооружении 9К115 и 9К115-2 «Метис-М1» по состоянию на 2016 год
- Туркменистан — на вооружении 9К115 по состоянию на 2016 год[9]
- Украина — на вооружении 9К115 по состоянию на 2016 год
- Хорватия — на вооружении 9К115 по состоянию на 2016 год[10]
- Южный Судан — на вооружении 9К115 по состоянию на 2018 год[11]

### Иные операторы
- ИГ — используется 9К115 по состоянию на 2016 год[5]
- Хезболла — используется 9К115-2 «Метис-М1» по состоянию на 2016 год[5]
- Вооружённые формирования ДНР и ЛНР в Донбассе — некоторое количество 9К115 по состоянию на 2022 год, российского производства[12]